# Kostel Zvěstování Panny Marie (Smíchov)
Kostel Zvěstování Panny Marie (běžněji nazývaný kostel svatého Gabriela podle bývalého kláštera svatého Gabriela, do jehož areálu patří) je římskokatolický filiální kostel smíchovské farnosti. Stojí v dominantní poloze na jižním úpatí vrchu Petřína, na místě někdejších vinic v Holečkově ulici v Praze 5 – Smíchově. Od roku 1964 je kostel spolu s klášterem benediktinek zapsán v seznamu kulturních památek.

## Dějiny kostela

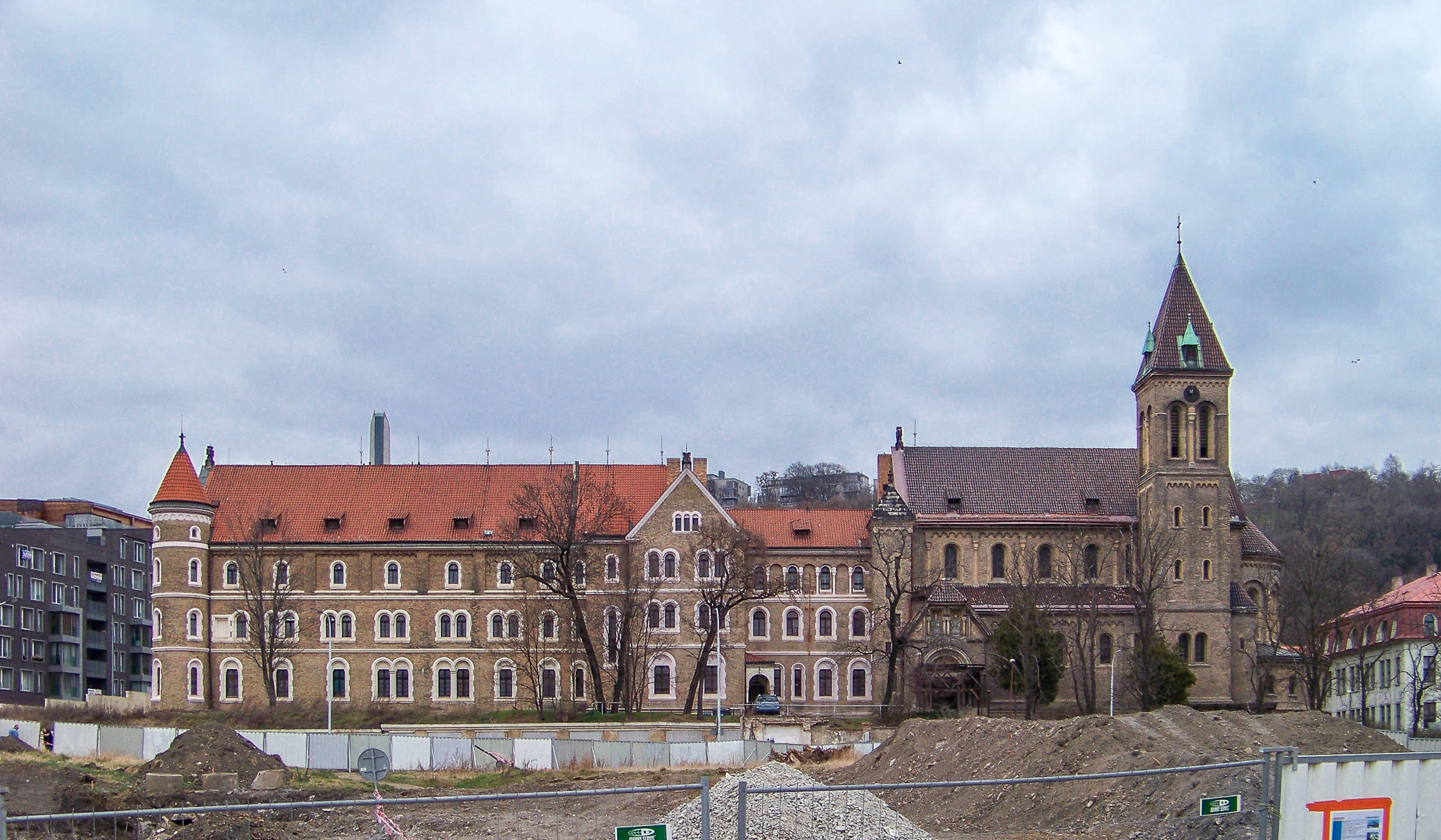
Smíchovský klášter sv. Gabriela s kostelem

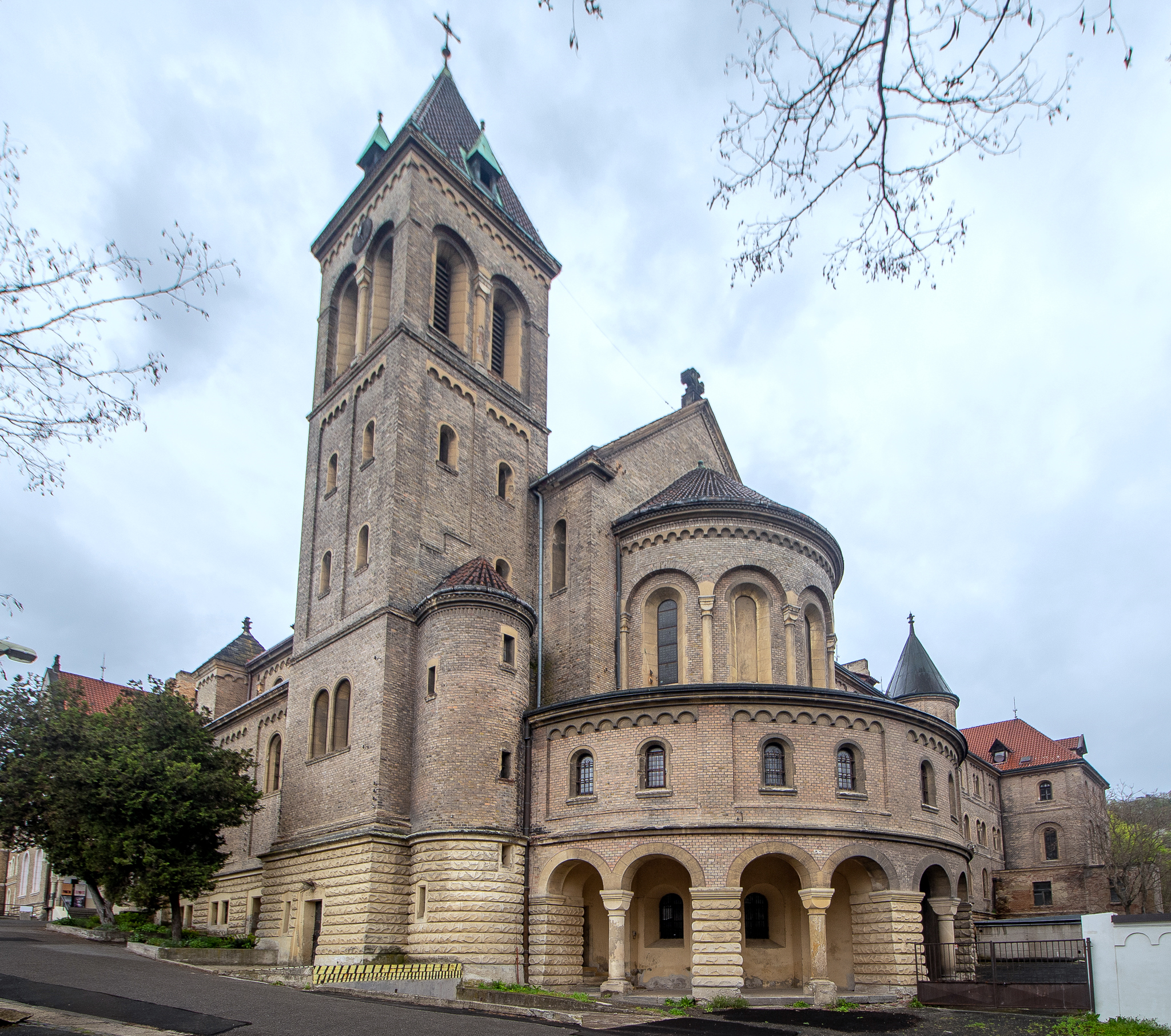
Věž kostela a kruhová apsida závěru kostela

Kostel je součástí zrušeného ženského opatství řádu benediktinek beuronské kongregace, založeného roku 1888 podle ideového projektu belgického benediktina, opata Hildebranda de Hemptinna, rozpracovaného jeho pomocníkem, belgickým knězem a architektem Gislainem de Béthunem. Financování podstatné části staveb zajistila ideová zakladatelka kláštera, Gabriela hraběnka Sweerts-Šporková, která se však dokončení staveb nedožila.
Novorománský kostel byl dostavěn po čtyřech letech v roce 1891 a vysvěcen pražským arcibiskupem, kardinálem Františkem Schönbornem. Jeho výzdoba trvala až do roku 1917. Na západní a severní straně na něj navazují budovy konventu (jižní křídlo křížové chodby nahrazuje severní boční loď baziliky) s prelaturou, a zahrady.

## Popis
Kostel je dvoulodní bazilika s polokruhovým presbytářem, postavená z neomítaných pískovcových kvádrů v novorománském slohu. Hlavní vchod na západním průčelí má portál zdobený dvěma trůnícími sochami patronů benediktinského řádu, sv. Benedikta z Nursie, která drží v ruce knihu svých řeholních pravidel s nápisem Sancta regula, a jeho sestry, sv. Scholastiky, nad nimi je socha sv. archanděla Gabriela, patrona zakladatelky. Stěny chrámu jsou členěny plochými lisénami a obloučkovým vlysem.
Stěny a klenby interiéru jsou vyzdobeny malbami tzv. beuronské školy, které realizovala skupina výtvarníků v čele se svým zakladatelem, německým malířem, sochařem, architektem a řeholníkem Petrem Desideriem Lenzem (1832–1928). Figurálním malbám vévodí trůnící Kristus Pantokrator (Vševládce) s nápisovou páskou „Jsem, který jsem“ v latině, doprovázený českými zemskými patrony, sv. Václavem, sv. Vojtěchem a sv. Janem Nepomuckým (jejichž relikvie byly vloženy do hlavního oltáře) a sv. Ludmily. Také ostatní malby mají latinské popisky, většinou citáty z Bible. Autorem maleb je Desideriův žák Jan Verkade, s realizací návrhu pomáhal dále Jakob Würger. Po stranách hlavního oltáře stojí nadživotní sochy Panny Marie a archanděla Gabriela z bílého mramoru ve scéně Zvěstování, dílo patera Desideria. Mešní nářadí, nádobí a náčiní provedl podle Desideriových předloh pražský zlatník Jindřich Grünfeld. Nad jižní boční lodí se zvedá hranolová chrámová věž, měří 43 metrů a je zakončena jehlancovitou střechou.
V roce 1889 první konvent benediktinek beuronské kongregace v českých zemích zahájil u sv. Gabriela své působení. Řeholnice přišly z opatství Nonnberg v Salcburku, další sestry přibyly z českých německojazyčných rodin. Po osamostatnění Československa se protiněmecké a protikatolické nálady obrátily také vůči zdejším řeholnicím. Roku 1919 proto zdejší benediktinky odešly do Štýrska a řád prodal klášter i s kostelem československému Ministerstvu pošt a telegrafů s podmínkou, že kostel bude nadále využíván k bohoslužbám.
Vlastníkem stavebního komplexu bývalého kláštera svatého Gabriela byla Česká pošta, v roce 2019 ho prodala soukromé společnosti. Kostel patřící ke smíchovské farnosti sv. Václava by měl i nadále sloužit liturgickým účelům.

## Galerie

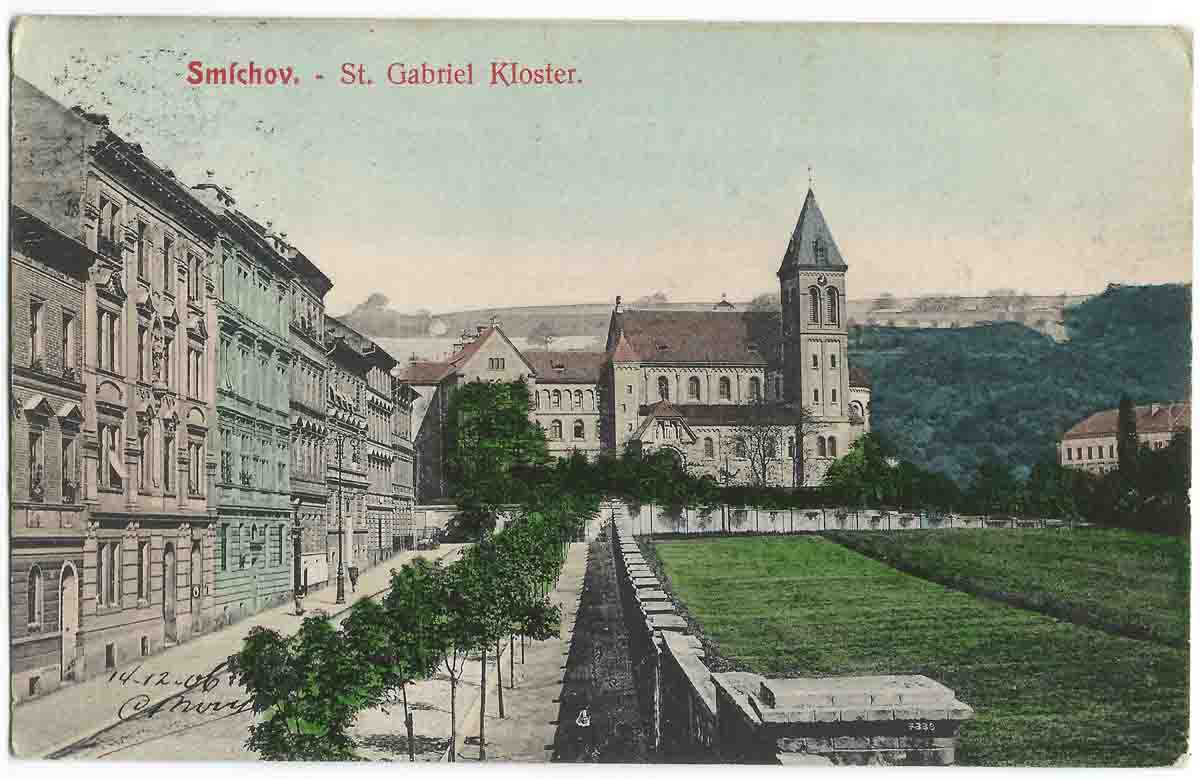
Kostel na historické fotografii z roku 1906
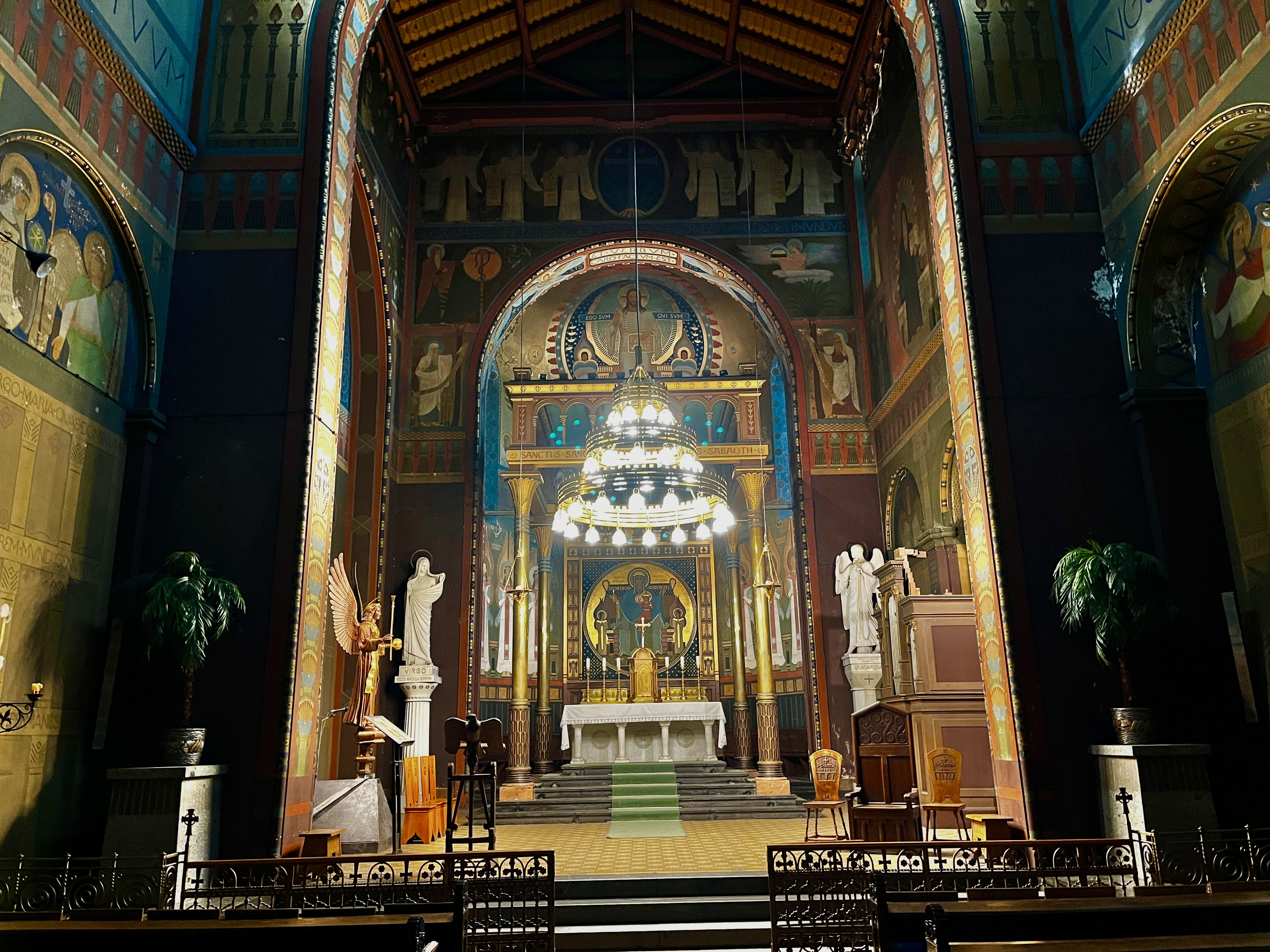
Pohled do presbytáře kostela
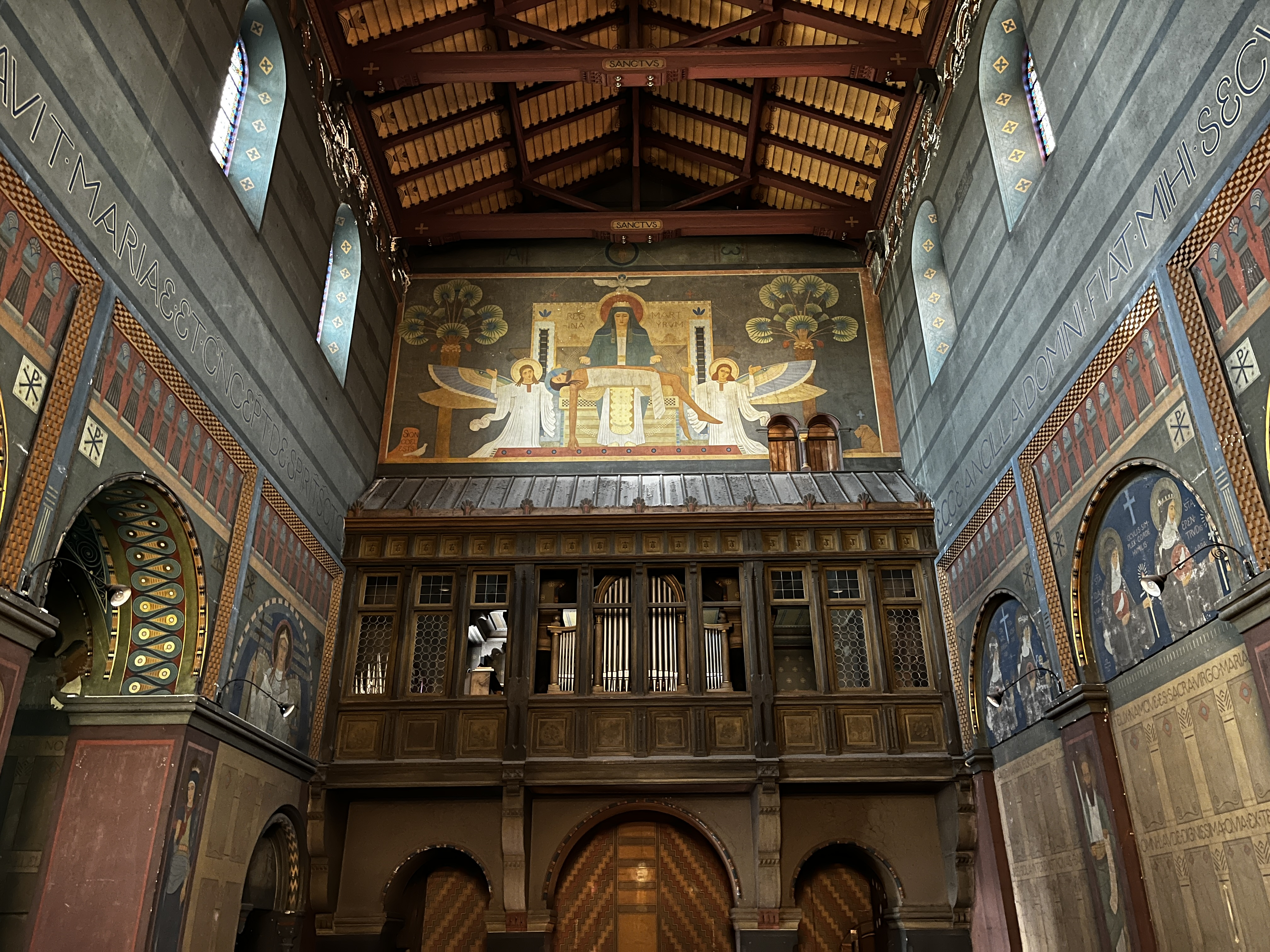
Pohled na západní stěnu kostela s kruchtou a nástěnnou malbou Piety, kde je Panna Maria vyobrazena jako Regina Martyrum (Královna mučedníků)
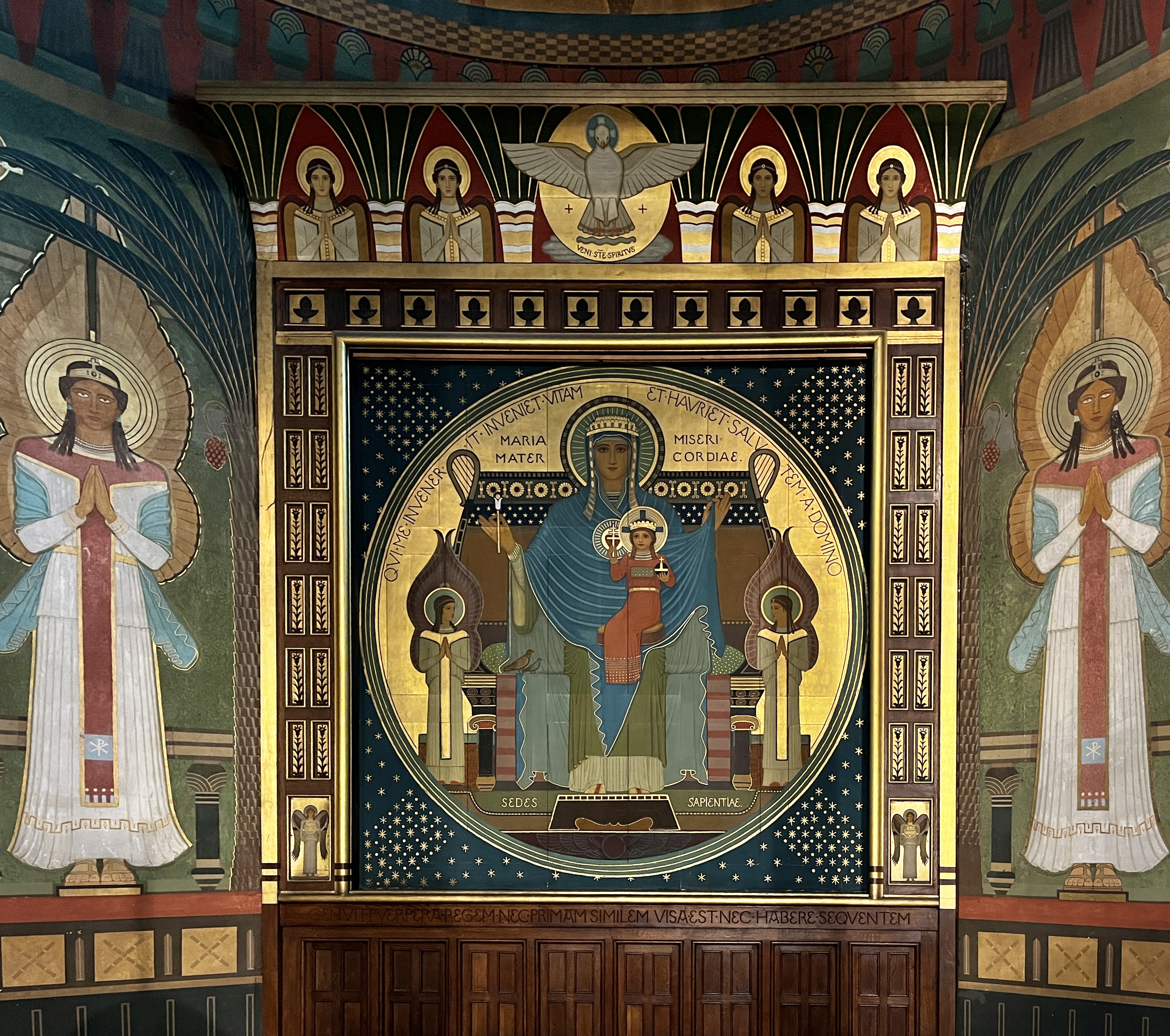
Oltářní obraz s vyobrazením Panny Marie v podobě Sedes Sapientiae (Stolice Moudrosti)
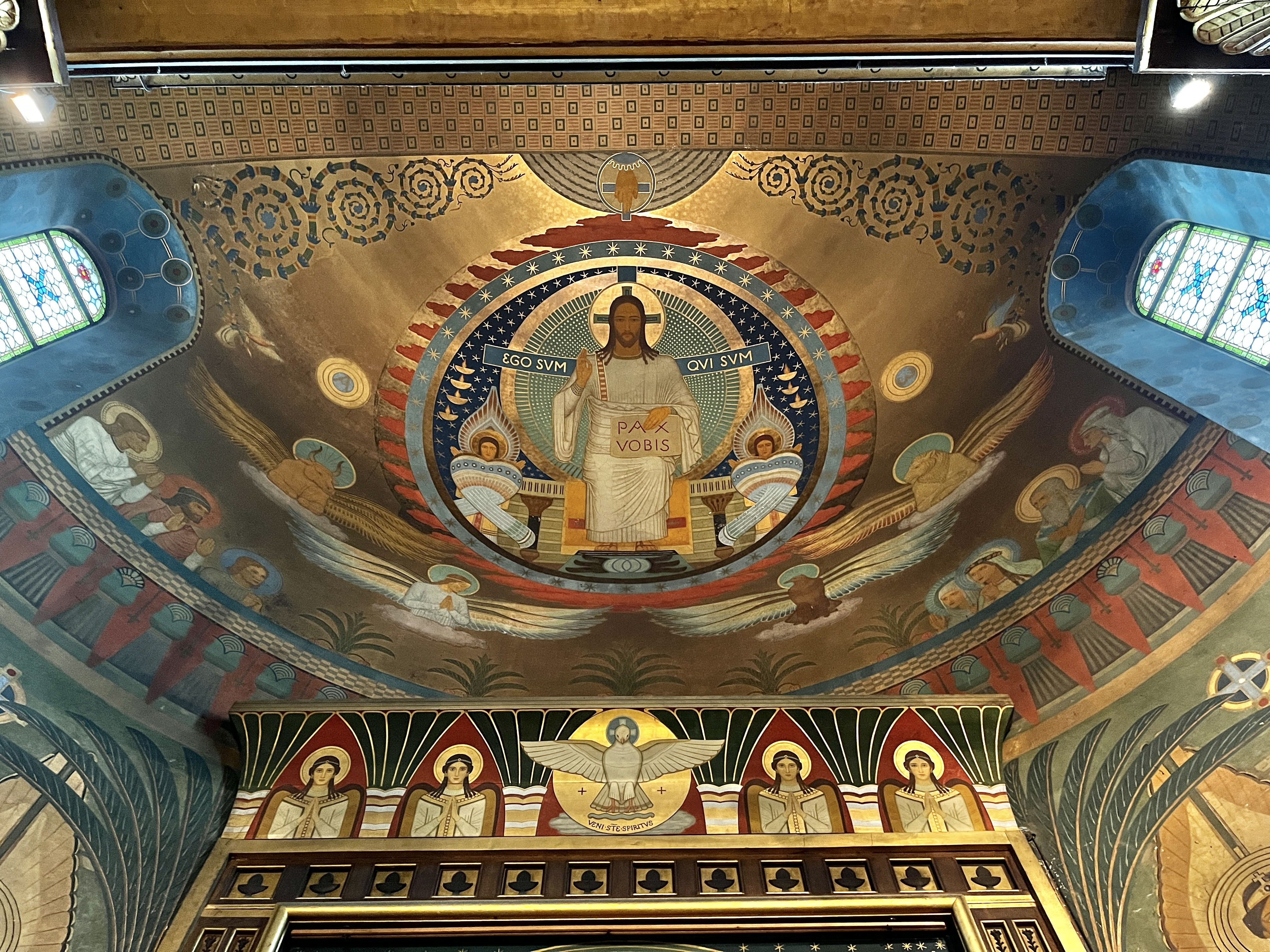
Ježíš vyobrazený coby Pantokrator (Vševládce) na klenbě apsidy nad presbytářem
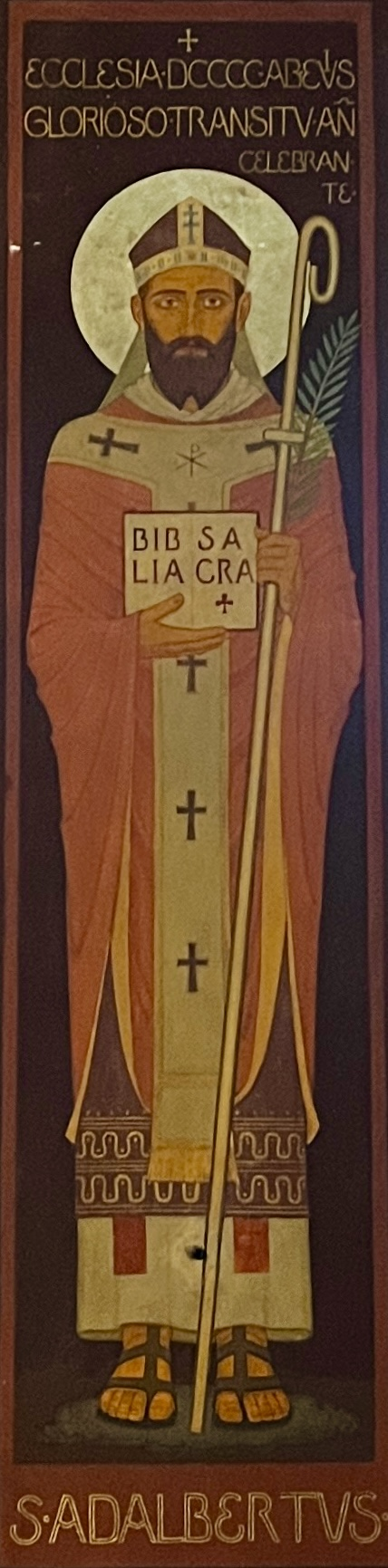
Ikona sv. Vojtěcha na jižní straně kostela
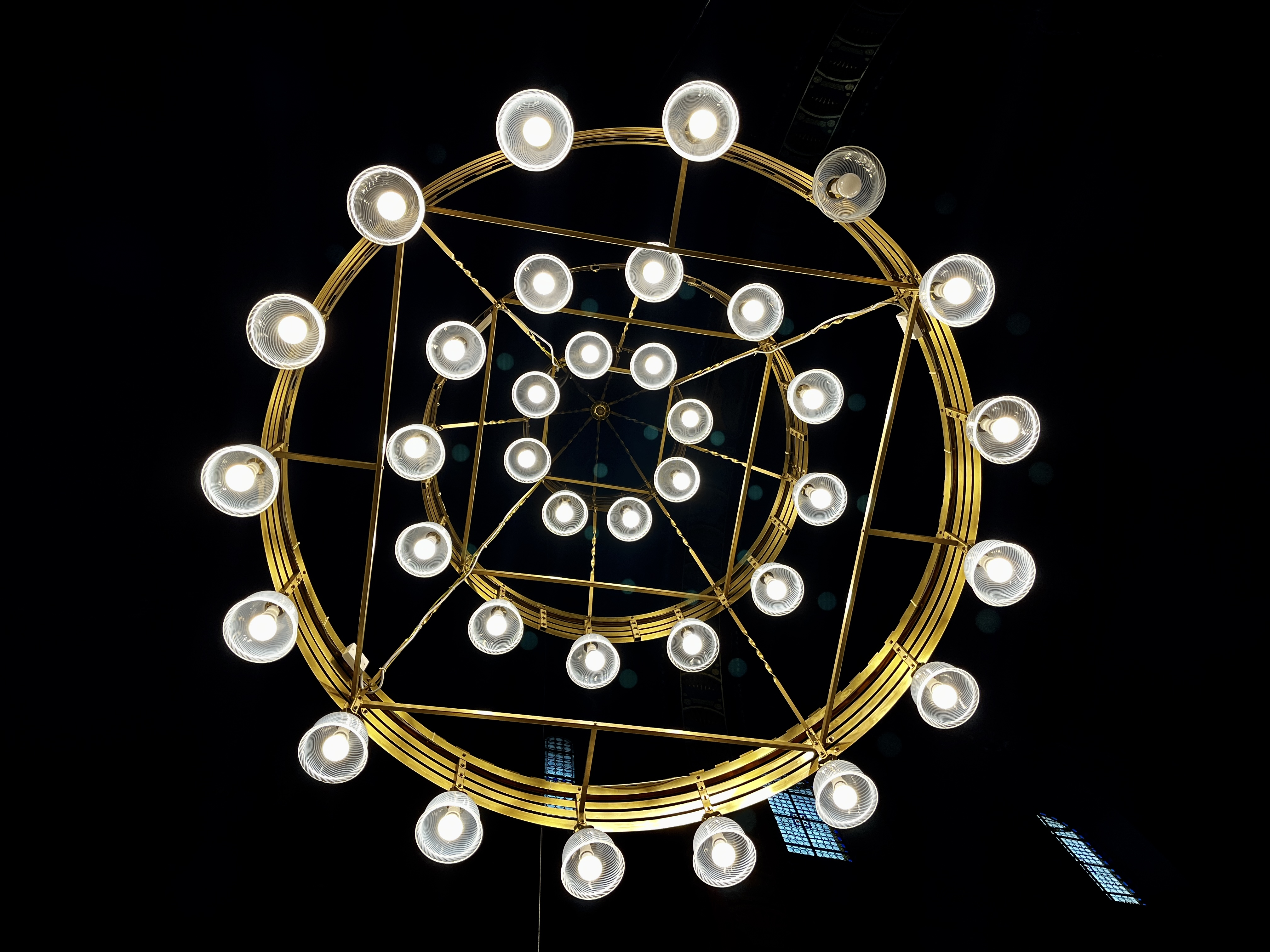
Lustr nad presbytářem